# Condado de Jasper (Geórgia)
O Condado de Jasper é um dos 159 condados do estado estadunidense de Geórgia. A sede do condado é Monticello, e sua maior cidade é Monticello. O condado possui uma área de 368,41 milha quadradas (954,2 km2) de terra, uma população de 14 588 habitantes, e uma densidade populacional de 39.6 hab/milha² (segundo o Censo dos Estados Unidos de 2020). O condado foi fundado em 10 de dezembro de 1807.